# Novial
Novial (nowial) – język pomocniczy opracowany w 1928 roku przez duńskiego lingwistę Ottona Jespersena i zaprezentowany w książce An International Language. Był próbą pogodzenia cech schematycznych i naturalistycznych w językach sztucznych. W latach 1930, 1934 i 1948 był kilkakrotnie modyfikowany.

## Próbka tekstu: „Ojcze nasz”
```
Nusen Patro kel es in siele, 
mey vun nome bli sanktifika, 
mey vun regno veni, 
mey vun volio eventa sur tere kom in siele. 
Dona a nus disidi li omnidiali pane, 
e pardona a nus nusen ofensos 
kom anke nus pardona a nusen ofensantes, 
e non dukte nus en li tento 
ma fika nus liberi fro li malum.
```

### W Novial '98
```
Nusen Patro kel es in siele, 
mey vun nome bli sanktifikar, 
mey vun regno venir, 
mey vun volio eventar sur tere kom in siele. 
Donar a nus hidi li omnidiali pane, 
e pardonar a nus nusen ofensanses 
kom anke nus pardonar a nusen ofensantes, 
e non dukter nus en li tentanse 
ma liberfikar nus fro li malum.
```

### W Novial Pro
```
Nosi Patro qui es en ciele, 
vui nome esu sanktifikati, 
vui regno veniu, 
vui volio eventu sur tere kom en ciele. 
Donu a nos disidi li omnidiali pane, 
e pardonu a nos nusi ofensos 
kom anke nus pardona a nosi ofensantes, 
e non duktu nos en li tento 
ma liberifiku nos fro li malo.
```